# 突吻短額鮃
突吻短額鮃為輻鰭魚綱鰈形目鰈亞目鮃科的其中一種，為亞熱帶海水魚，分布於中西太平洋Chesterfield 及Bellona海底平原及新喀里多尼亞南部海域，棲息深度41-300公尺，體長可達7公分，棲息在沙底質底層水域，生活習性不明。

## 扩展阅读
維基物種上的相關：突吻短額鮃